# Manuel Costa e Silva
Manuel Fernando Costa e Silva (* 19. März 1938 in Lissabon; † 26. Januar 1999 ebenda) war ein portugiesischer Kameramann und Filmregisseur. Gelegentlich war er auch als Filmproduzent, Autor, Festivalleiter und Hochschullehrer tätig.

## Leben
Manuel Costa e Silva wurde in der portugiesischen Hauptstadt Lissabon geboren und besuchte dort die Schule. Nach dem Abitur ging er 1957 ins österreichische Graz, wo er Maschinenbau studierte. Nach zwei Jahren brach er das Studium ab und widmete sich fortan ganz dem Film.
Er ging 1959 an das Pariser Institut des hautes études cinématographiques, wo er Film mit Schwerpunkt Kamera studierte und ab seinem zweiten Studienjahr ein Stipendium des staatlichen portugiesischen Filmfonds erhielt. 1961 schloss er sein Studium ab.
Noch als Student bediente er die Kamera für Jean Rouch (La Pyramide humaine, 1960). 1961 arbeitete er als Kameramann für die französische Wochenschau Actualités Françaises und drehte 1961 (Coimbra, uma Universidade) und 1962 (Os Transportes) seine ersten Kurzfilme als hauptverantwortlicher Kameramann. 1962 arbeitete er für die portugiesische Wochenschau Imagens de Portugal und war Kameramann bei den Dreharbeiten zu Perdigão Queirogas O Milionário (1963 erschienen).
Von 1963 bis 1964 arbeitete er in Schweden, wo er Produktionsassistent bei drei Filmen war (En söndag i september und Att älska, beide Jörn Donner, und Ön von Alf Sjöberg), 1964 bediente er die Kamera für Pierre Kasts Die Unmoralischen.
Zwischen 1962 und 1965 schrieb er nebenbei Artikel in portugiesischen und schwedischen Filmzeitschriften. 1968 war er erstmals hauptverantwortlicher Kameramann bei einem langen Kinofilm, in Uma Abelha na Chuva von Fernando Lopes. Mit Lopes und anderen gründete er die Filmproduktionsgesellschaft Mèdia Filme und danach das Centro Português de Cinema, wegweisend für den aufkommenden Neuen Portugiesischen Film. Es folgten eine Vielzahl Arbeiten für portugiesische und internationale, hauptsächlich französische Kino- und Fernsehproduktionen. Er arbeitete zwischendurch auch für die historische portugiesische Produktionsfirma Tóbis Portuguesa und für die Unifilmes, bevor er 1967 mit einem Stipendium der Gulbenkian-Stiftung in die USA ging, um Filmlabore und Studios zu besichtigen und sich in Filmtechnik weiterzubilden.
1970 führte er erstmals Regie, bei seinem Kurzfilm A Grande Roda. Es folgten danach weitere Regiearbeiten von ihm, vor allem nach der tiefgreifenden Nelkenrevolution 1974, als er mit seinem Filmkollektiv einige politische Dokumentarfilme drehte. Danach konzentrierte er sich wieder zunehmend auf die Arbeit als Kameramann für andere Regisseure, darunter mit Manoel de Oliveira und João César Monteiro zwei der international renommiertesten portugiesischen Filmemacher. Er arbeitete auch für internationale Produktionen, neben den hauptsächlich französischen Film- und Fernsehproduktionen waren darunter auch in Portugal stattfindende Dreharbeiten zu internationalen Produktionen wie 1985 für die US-Fernsehserie Love Boat, 1986 für Franklin Schaffners Kinofilm Richard Löwenherz und die Kinder Gottes und 1987 für Franco Zeffirellis Il giovane Toscanini.
Erst 1985 legte er mit dem Langfilm Moura Encantada wieder eine eigene Regiearbeit vor, 1996 folgte mit Madina do Boé sein letzter Film als Regisseur.
Von 1985 bis 1986 gehörte er der Leitung des Filmfestivals Festróia (Festival Internacional de Cinema de Tróia) an, dem damals einzigen portugiesischen Festival, das bei der FIAPF akkreditiert war. Daneben lehrte er Kamera an der Lissabonner Theater- und Filmhochschule Escola Superior de Teatro e Cinema.
1990 begründete er mit den Encontros Internacionais de Cinema Documental da Malaposta (portugiesisch für: Internationale Dokumentarfilmtreffen von Malaposta) dann selbst ein Filmfestival. Es war das erste in Portugal, das sich ausschließlich dem Dokumentarfilm widmete und das er bis zu seinem Tod leitete. Es fand im Centro Cultural da Malaposta in Olival Basto bei Lissabon statt und war der Ursprung des 2002 gegründeten Doclisboa.
In den 1990er Jahren war Costa e Silva Autor und Herausgeber bedeutender Publikationen zum Thema Film in Portugal, darunter die Filmzeitschrift Arte7 und eine Reihe Fachbücher, die bis 1999 im renommierten Verlag Don Quixote erschienen. Er arbeitete wieder als Kameramann für das Fernsehen (u. a. für Jorge Paixão da Costas Serie Polícias für die RTP, 1996), betätigte sich mit seiner kleinen Produktionsfirma A Quimeira do Ouro als Produzent, und war immer wieder Produktionsleiter für ausländische Filmaufnahmen in Portugal, vor allem wieder für französische Film- und Fernsehproduktionen.
Am 26. Januar 1999 erlag Manuel Costa e Silva in seiner Heimatstadt einem Herzinfarkt.

## Rezeption
Die Filmkritik sah Manuel Costa e Silva als vielleicht bedeutendsten Kameramann seiner Generation. Sein sicherer Umgang mit künstlichem Licht kam in den Dokumentarfilmen zum Ende seiner Laufbahn weniger effektvoll zum Tragen als bei den zahlreichen Spielfilmen davor, doch schloss er damit über sein Lebenswerk gesehen auch einen Kreis, in dem er zum Ende hin wie zu seinem Anfang vor allem an Dokumentarfilmen arbeitete. Das von ihm gegründete Filmfestival, aus dem 2002 das Doclisboa hervorging, wird ihm in dem Zusammenhang ebenfalls als Lebensleistung angerechnet, neben seinen Arbeiten als Autor und Lehrer im Bereich Film.
Seine Arbeit als Regisseur wurde dagegen als solide, aber weniger bedeutend als seine Arbeiten mit der Kamera angesehen.
Die Cinemateca Portuguesa erinnerte nach seinem Tod an ihn, mit einer Retrospektive im November 1999 und einer dazu herausgegebenen Publikation zu seinem Lebenswerk.

## Filmografie

### Kamera
- 1962: Os Transportes (Kurzfilm, Doku.); R: António da Cunha Telles, Alfredo Tropa
- 1965: Catembe (Doku.); R: Faria de Almeida
- 1966: Se Deus Quiser (Doku.); R: Fernando Lopes
- 1967: Hoje, Estreia (Kurzfilm); R: Fernando Lopes
- 1967: Rota do Progresso (Kurzfilm); R: Fernando Lopes
- 1968: Por um Fio... (Kurzfilm, Doku.); R: Fernando Matos Silva
- 1969: Águas Vivas (Kurzfilm, Doku.); R: Alfredo Tropa
- 1969: The Pearl of the Atlantic (Kurzfilm, Doku.); R: José Fonseca e Costa
- 1969: As Deambulações do Mensageiro Alado (Kurzfilm); R: Edgar Gonsalves Preto
- 1971: A Passagem (Kurzfilm, Doku.) auch Regie
- 1972: Uma Abelha na Chuva; R: Fernando Lopes
- 1972: A Aventura Calculada (Kurzfilm, Doku.); R: Fernando Lopes
- 1972: Era Uma Vez... Amanhã (Kurzfilm, Doku.); R: Fernando Lopes
- 1974: O Mal-Amado; R: Fernando Matos Silva
- 1974: Sofia e a Educação Sexual; R: Eduardo Geada
- 1974: A Gente que Nós Somos (Fernsehserie)
- 1974: O Direito à Cidade; R: Eduardo Geada
- 1974: Festa, Trabalho e Pão em Grijó de Parada (Kurzfilm, Doku.) auch Regie
- 1976: Emigrantes... e Depois? (Doku.); R: António-Pedro Vasconcelos
- 1976: Cantigamente (RTP-Fernsehserie, Folge Nr. 5)
- 1977: O Encoberto (Kurzfilm, Doku.); R: Fernando Lopes
- 1977: Nós por cá Todos Bem; R: Fernando Lopes
- 1978: A Santa Aliança; R: Eduardo Geada
- 1978: Temos Festa (Fernseh-Dokuserie)
- 1978: Das Verhängnis der Liebe (Amor de Perdição: Memórias de uma Família) (RTP-Fernseh-Dreiteiler)
- 1978: Madanela (Kurzfilm, Doku.) auch Regie
- 1979: O Amor das Três Romãs (Fernsehfilm); R: João César Monteiro
- 1979: Os Dois Soldados (Kurzfilm); R: João César Monteiro
- 1979: A Mãe: O Rico e o Pobre (Kurzfilm); R: João César Monteiro
- 1979: Das Verhängnis der Liebe (Amor de Perdição); R: Manoel de Oliveira
- 1979: Mariana Alcoforado (Kurzfilm); R: Eduardo Geada
- 1980: O Aprendiz de Mago (Kurzfilm); R: Joaquim Leitão
- 1981: Amores de Salazar (Kurzfilm); R: Manuel Carvalheiro
- 1983: O Banqueiro Anarquista (Fernsehfilm); R: Eduardo Geada, Joaquim Vieira
- 1983: O Homem Que Não Sabe Escrever; R: Eduardo Geada
- 1983: A Bela e a Rosa (Fernsehfilm); R: Lauro António
- 1983: Mãe Genovena; R: Lauro António
- 1983: Impossível Evasão (RTP-Fernsehfilm); R: Eduardo Geada
- 1983: Pôr do Sol no Areeiro; R: Eduardo Geada
- 1984: Paisagem Sem Barcos; R: Lauro António
- 1984: Casino Oceano (RTP-Fernsehfilm); R: Lauro António
- 1984: Junqueira (Kurzfilm); R: Cristina Hauser
- 1984: Crónica dos Bons Malandros; R: Fernando Lopes
- 1984: Ritual dos Pequenos Vampiros (RTP-Fernsehfilm); R: Eduardo Geada
- 1985: Saudades para Dona Genciana; R: Eduardo Geada
- 1985: O Visitante (Kurzfilm); R: Ana Luísa Guimarães
- 1986: O Barão de Altamira; R: Artur Semedo
- 1987: Repórter X; R: José Nascimento
- 1987: Relação Fiel e Verdadeira; R: Margarida Gil
- 1988: Mensagem; R: Luis Vidal Lopes
- 1988: Conto de Natal (RTP-Fernsehfilm); R: Lauro António
- 1989: Longe (RTP-Fernsehfilm); R: Cristina Hauser
- 1989: Die Abenteuer des Arsène Lupin (frz. Fernsehserie, Folge Le canon de Junot )
- 1990: Solo de Violino; R: Monique Rutler
- 1991: Um Crime de Luxo; R: Artur Semedo
- 1991: Nuvem; R: Ana Luísa Guimarães
- 1991: Retrato de Família; R: Luís Galvão Teles
- 1992: Ladrão Que Rouba a Anão Tem Cem Anos de Prisão  (Fernseh-Kurzfilm); R: Jorge Paixão da Costa
- 1993: Chá Forte com Limão; R: António de Macedo
- 1994: A Viagem (Kurzfilm); R: Jorge Queiroga
- 1995: Fernando Pessoa (Fernseh-Doku.); R: Isabel Calpe
- 1996: Guilege, o Corredor da Morte; R: Manuel Tomás
- 1997: Polícias (RTP-Fernsehserie)
- 1998: Gérard, Fotógrafo (Fernseh-Doku.); R: Fernando Lopes
- 1998: Lissabon Wuppertal Lisboa (Fernseh-Doku.); R: Fernando Lopes

### Regie
- 1970: A Grande Roda (Kurzfilm)
- 1970: Um Caso de Agricultura de Grupo (Kurzfilm, Doku.)
- 1970: A Escola Técnica de Enfermeiras (Kurzfilm, Doku.)
- 1971: A Passagem (Kurzfilm, Doku.) auch Kamera
- 1974: Festa, Trabalho e Pão em Grijó de Parada (Kurzfilm, Doku.) auch Kamera
- 1975: Eleições 75 (Doku.)
- 1975: De Sol a Sol (Kurzfilm, Doku.)
- 1975: As Armas e o Povo (als Teil des Filmkollektivs)
- 1978: Sol a Sol (Fernsehserie)
- 1978: Madanela (Kurzfilm, Doku.) auch Kamera
- 1978: Junho no Alto Alentejo (Doku.)
- 1985: Moura Encantada
- 1996: Madina do Boé